# Pòssum de Leadbeater
El pòssum de Leadbeater (Gymnobelideus leadbeateri) és un pòssum amenaçat limitat a petites zones de boscos primaris de freixe de muntanya de Tasmània als altiplans centrals de Victòria (Austràlia), al nord-est de Melbourne.
Els pòssums de Leadbeater poden ser moderadament comuns dins les àrees minúscules en què viuen; la seva necessitat d'aliments disponibles tot l'any i forats als troncs per refugiar-s'hi durant el dia els restringeix a boscos humits esclerofil·les d'edat mixta, amb una canopea mitjana densa d'acàcies. És l'única espècie coneguda del gènere Gymnobelideus.
Fou anomenat en honor de John Leadbeater, aleshores taxidermista del Museu de Victòria.